# Império Etíope no exílio
O Império Etíope no exílio foi um governo no exílio formado quando o Imperador da Etiópia Haile Selassie fugiu do país depois que a Itália invadiu o Império Etíope em 1935. Haile Selassie, reconhecido pelas potências mundiais aliadas como o governante de jure e legítimo da Etiópia, foi para Jerusalém via Djibouti embarcando num navio britânico em 1936.
Ele então foi para uma villa Fairfield House em Bath, Inglaterra, acompanhado por seus filhos, netos e servos, e passou o resto do tempo até a libertação da Etiópia durante a Campanha da África Oriental em 1941, onde retornou ao trono após deixar por cinco anos. Haile Selassie também foi a Genebra para discursar na Liga das Nações sobre a soberania da Etiópia e denunciar as ações do Reino de Itália em relação ao seu exército em 30 de junho de 1936.

## História
O governo da Etiópia no exílio ocorreu quando o Imperador da Etiópia Haile Selassie fugiu para Bath (145 km a oeste de Londres) em 1935, quando Benito Mussolini declarou a invasão do Império Etíope em 9 de maio de 1936.  
Em 1 de maio de 1936, Haile Selassie pegou um trem para Djibuti e depois embarcou em um navio britânico. 

### Em Jerusalém

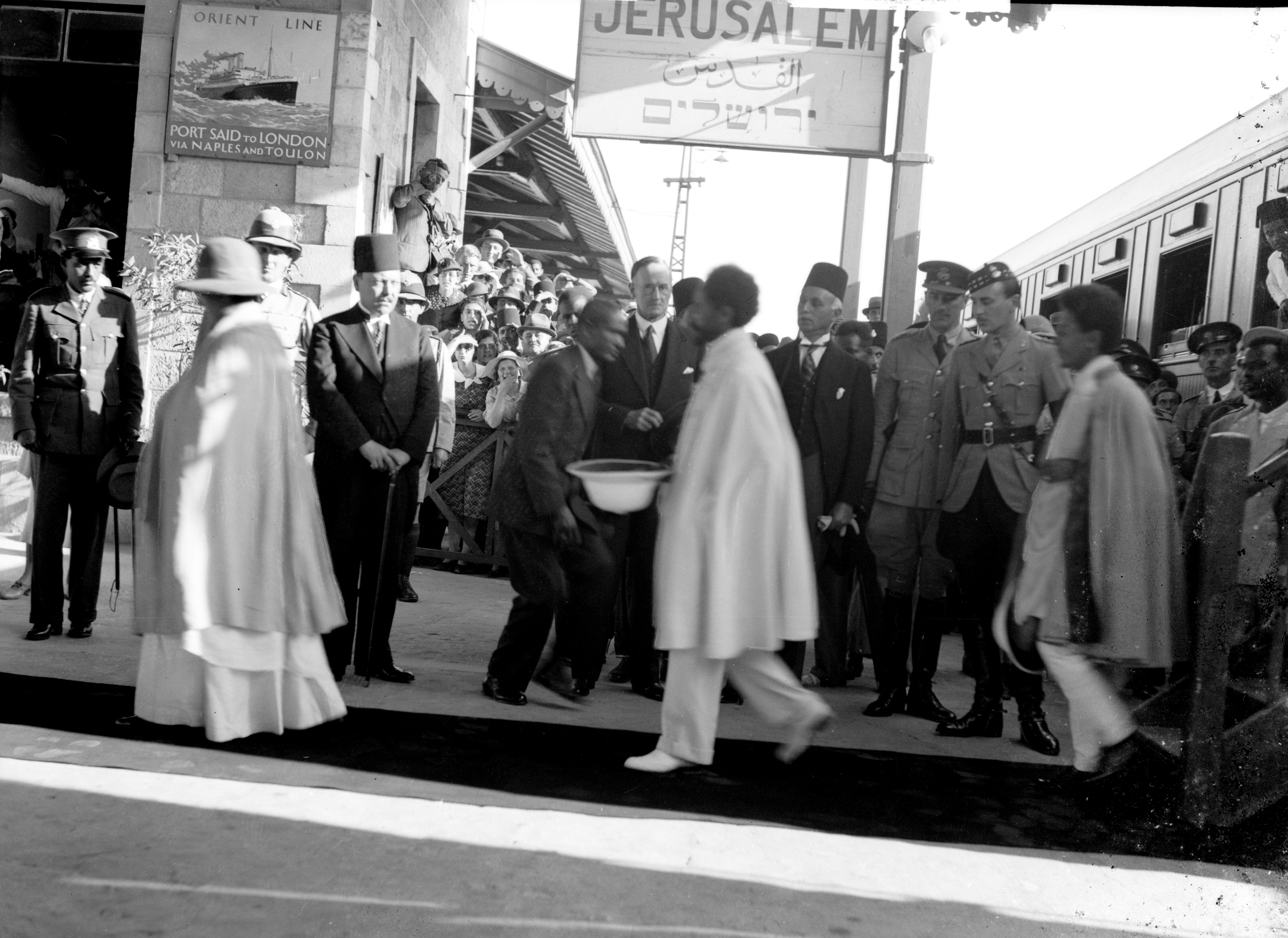
Haile Selassie em Jerusalém em maio de 1936

Jerusalém foi um santuário para o imperador e a família real em seu exílio durante a invasão italiana da Etiópia. Esta foi a segunda visita da cidade no século XX, uma grande viagem pela Europa em 1924.  Enquanto estava em Jerusalém, Haile Selassie passou a maior parte do tempo com monges etíopes, orando com eles na Igreja do Santo Sepulcro.  

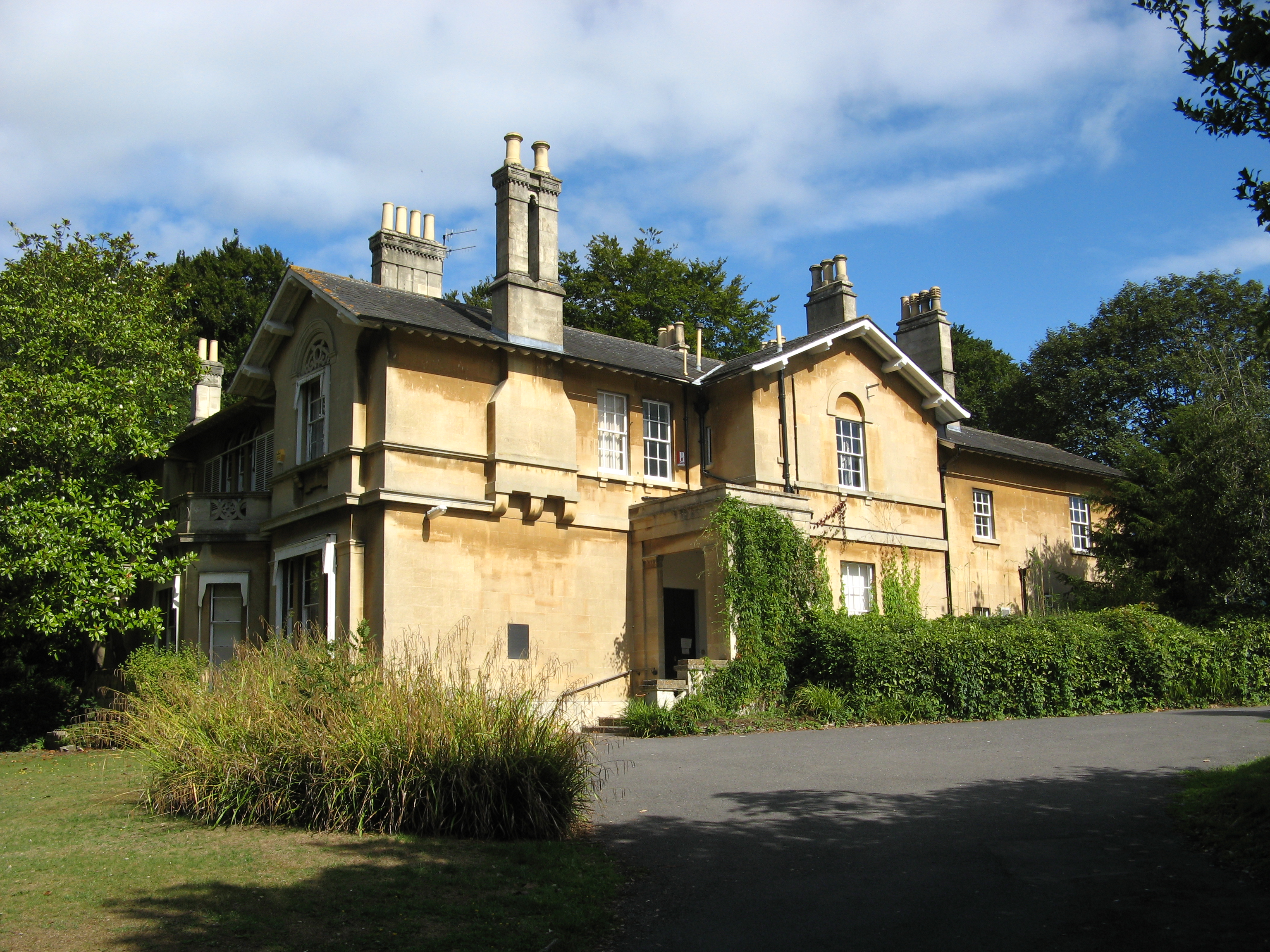
Fairfield House em Bath, onde Haile Selassie se hospedou durante a ocupação italiana da Etiópia

### Na Inglaterra
O imperador Haile Selassie fugiu para Bath (145 km a oeste de Londres), onde recebeu asilo das autoridades britânicas. No entanto, eles não queriam ficar em Londres o maior tempo possível por serem considerados "politicamente constrangedores". Ao chegar, ele se hospedou em um hotel. Pouco depois, ele comprou a Fairfield House para passar o resto do tempo. Ele estava acompanhado de seus filhos, netos, servos e outros. Em Bath, Haile Selassie se acostumou com o "exército de servos" e viveu em casa de solteiro com restrições financeiras. Ele foi visto se livrando de joias em algumas ocasiões. Ao sair da Inglaterra, deixou a casa dos idosos. Em 1954, Haile Selassie visitou Bath novamente. 
Estima-se que 90 mil pessoas de ascendência etíope viviam na Grã-Bretanha, entre elas estava Abiyot Desta, que visitou pela primeira vez a residência do imperador. 

### Em Genebra

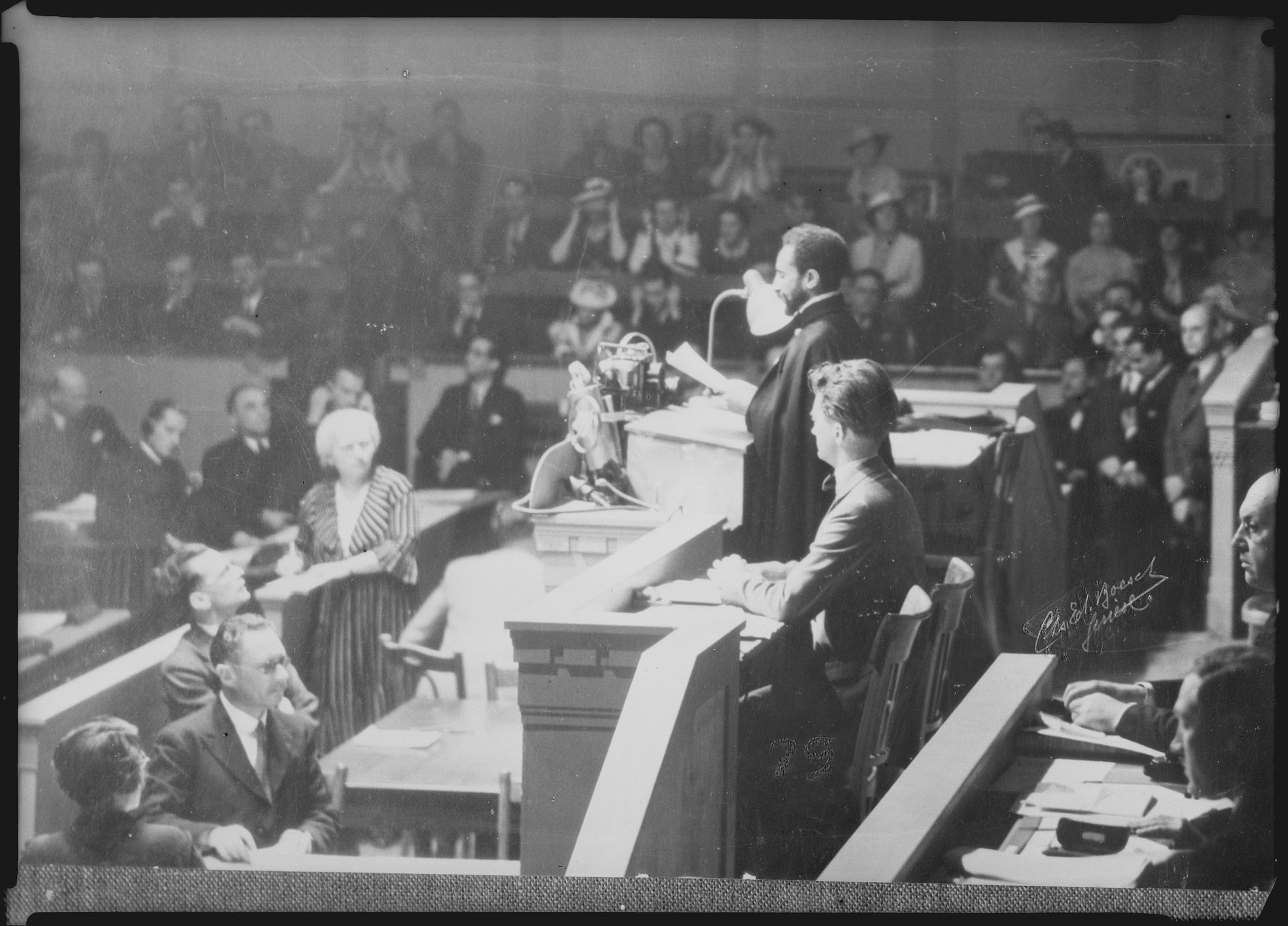
Haile Selassie fala na Liga das Nações em Genebra (1936)

Em 30 de junho de 1936, Haile Selassie viajou para Genebra para implorar à Liga das Nações que a Etiópia não fosse oficialmente reconhecida como parte do Império Italiano. Ele também tinha aliados europeus que viajaram para a Etiópia para relatar as notícias sobre o exército etíope que lutava com a Itália.   
O relatório ajudou os britânicos a entrar na Etiópia com o imperador nos últimos anos. Quando a Itália declarou guerra ao Reino Unido em 1940, os britânicos acompanharam Haile Selassie ao Sudão e ajudaram-no a organizar o seu exército em sete meses,  e finalmente conseguiram-no libertando a Etiópia e regressando ao trono em 5 de maio de 1941.   